# John Hamilton Dalrymple
Pour les articles homonymes, voir John Dalrymple.
John Dalrymple Hamilton (vers 1726 – 26 février 1810), 4e baronnet Dalrymple de Cranstoun (Écosse), fut baron de l'échiquier du roi d'Écosse, attaché à la cause royaliste.
Il a publié des Mémoires sur la Grande-Bretagne depuis la dissolution du dernier Parlement de Charles II, 1771, traduit par l'abbé Jean-Louis Blavet, 1776. Ces mémoires établissent que, sous Charles II d'Angleterre, plusieurs membres du Parlement, entre autres Algernon Sydney, étaient soudoyés par Louis XIV.
Sa fille Jane sera la mère de l'homme politique Edward Horsman.

## Source
Cet article comprend des extraits du Dictionnaire Bouillet. Il est possible de supprimer cette indication, si le texte reflète le savoir actuel sur ce thème, si les sources sont citées, s'il satisfait aux exigences linguistiques actuelles et s'il ne contient pas de propos qui vont à l'encontre des règles de neutralité de Wikipédia.